# 錦綉花園大道通行權爭議
錦綉花園大道通行權爭議自1997年發生，至2009年3月19日結束，原因是因為屬於私家路的錦綉花園大道經常出現大量來自露天貨倉的貨車出入。有居民指，過去十多年一直有貨櫃車佔用，造成噪音、環保及交通安全問題，錦綉花園居民也需要負擔沉重的道路維修費用。

## 事件起因
錦綉花園大業主加拿大海外建設有限公司（後改名俊業海外建設有限公司）在1993年起，先後向Seapower Development Ltd.、中石化（香港）有限公司及Strongmark Investment Ltd. 等6間公司出租錦綉大道的通道權，總金額逾1,400萬元，其中四間公司的通道權為期至2013年，2005年才簽約的中石化通道權更長達41年至2047年。此外，部分公司亦要向錦綉大業主繳付30萬元維修費。上述公司取得通道權後，旗下車輛無論大細都有權使用錦綉大道出入。
錦綉花園物業管理有限公司一直向錦綉花園居民收取費用修理錦綉大道，同時向附近正當經營貨櫃業的公司收取費用。而錦綉業主聯會及區議員表示對此不知情。
根據法庭資料，錦綉花園大業主加拿大物業發展有限公司曾經委托錦綉花園物業管理有限公司自1993年起，向錦綉大道附近幾間貨運公司收取逾1,400萬元，換取道路使用權20至40年不等。部份公司更在數年前錦綉大道修理時，被收取30萬的修理費用。最近在大道興建的中石化油站，直認曾經向錦綉花園大業主付130萬換取道路使用權。現在卻不讓路車過令附近貨運業火光。
曾有一個朗廈村的地主，在中石化油站現址興建過一間屋。屋已經建成，但是無水無電。要連水連電，要掘開錦綉大道。錦綉大業主向此人收幾十萬掘路費，才容許電力公司及水務局進行工程。也因此，那一間屋沒有入伙，最近才將土地賣給中石化。
錦綉花園大業主曾經向海錦花園等等錦綉大道兩旁的屋苑發展商收取同樣的掘路費，每伙收$50,000。
大生圍在九十年代早期，水壓很低，原因是當年建在錦綉大道的水管老化。水務局已經批准工程進行，但錦綉花園大業主向政府收取200萬掘路費，令工程停工。最後村長要向政府申請，將水源由錦綉大道改為壆圍轉入才能改善水壓。（以上民政事務處有紀錄證明）所以大生圍及附近鄉村至今都沒有工程改善通訊、沒有有線電視。

## 大型車輛使用道路問題
自從1990年代起，錦綉花園大道附近一帶設立了不少露天貨櫃場，使很多貨櫃車使用該道路，使道路產生嚴重損耗。因此在1997年起，錦綉花園物業管理公司多次發起堵塞道路，阻止貨櫃車進入，引致多次衝突。2000年代初，在錦綉花園居民及元朗區議會爭取下，香港運輸署同意興建錦壆路延長段分流貨櫃車，並禁止長度七米及以上的車輛使用錦綉花園大道。2005年，錦壆路延長段落成，但在附近大生圍居民反對下，錦壆路延長段未能開放。
2007年1月31日，一名男童在錦綉花園大道騎單車時被貨櫃車撞死，引起錦綉花園居民對錦壆路延長段未能開放的強烈不滿。在輿論壓力下，運輸署於2月5日開放錦壆路延長段，但不禁止長度七米及以上的車輛使用錦綉花園大道，引起錦綉花園居民及貨櫃車司機衝突。
2009年3月15日，錦綉花園管理處在錦綉大道設置閘杆及豎立指示牌，禁止貨櫃車使用大道。事件引起附近的貨櫃場場主及村民不滿。到了3月16日上午九時許，三輛貨櫃車駛至錦綉大道與錦壆路交界的閘口，開始堵塞錦綉大道。數十名錦綉花園居民到場不斷怒罵司機阻塞交通，其後大批大生圍及附近村民到場聲援司機，其中十名婆婆更坐在錦綉花園的閘口外，令上址交通徹底癱瘓。部分情緒激動的人士更互相推撞及挑釁，警方需要上前制止。
其後運輸署助理署長羅鳳屏及元朗民政事務專員楊德強其後到場調停。楊德強表示，曾向錦綉花園大業主建議，由港府資助150萬元一次性維修錦綉大道，但錦綉花園大業主要求港府回購大道及拒絕接受資助。政府消息指，事件屬私人糾紛，以公帑回購道路不合理，若要全面維修大道，涉及費用需要1,000萬元。各方後來協商後，村民承諾未來兩、三天不會再堵塞通道，待政府提出合理的建議，同日下午3時35分，持續近六小時的堵塞行動才暫時結束。
為免錦綉花園大道的使用問題再度掀起糾紛，在同年3月19日，代表居民的錦綉花園管理處及代表貨運業界的大生圍村民，在行政會議成員兼鄉議局主席劉皇發及政府多個部門代表列席協助下，不足一小時便迅速達成共識，貨櫃車最後只准許在早上10時至晚上6時非繁忙時間使用錦綉大道，其他時間繞路行駛。
此外，政府將興建另一條大道供貨櫃車司機使用，該段路建造費約5,000萬元，連同收地支出合共接近一億元。新路段路程與現時錦綉大道相若，最快2012年使用；另一方面，元朗區議會已同意透過地區小型工程撥款，撥出150萬元，在錦綉大道進行平整維修工程，以減輕小業主的負擔。

## 外部連結
- 錦綉花園大道地點－Google地圖 （页面存档备份，存于）